# Байдарацька губа
Байдара́цька губа́ — затока в південній частині Карського моря між піденно-західним берегом півострова Ямал і материком.
Довжина — близько 180 км, ширина — до 78 км. Глибина до 20 м.
Температура води на поверхні влітку становить 5—6  C. З жовтня по червень майже повність вкрита кригою. Зрушення криги в центральній частині губи відбуваються лише під час сильних вітрів і в час приливу; амплітуда становить 0,5—1 м). Шторми у відкритій частині Карського моря здатні підняти хвилі в Байдарацькій губі та зламати кригу у її північній і центральній частинах. Межа стабільного стояння криги змінюється щорічно.
У Байдарацьку губу впадають річки Кара, Байдарата, Юрібей та ін.